# Fallo de la Corte de La Haya sobre la delimitación marítima entre Chile y Perú
El fallo de la Corte de La Haya sobre la delimitación marítima entre Chile y Perú es una sentencia dictada por la Corte Internacional de Justicia el 27 de enero de 2014, mediante la cual se resolvió el caso concerniente a la delimitación marítima entre la República del Perú y la República de Chile, iniciado por la primera el 16 de enero de 2008, y que involucraba un área marítima —y su correspondiente espacio aéreo— de aproximadamente 67 139,4 km², de los cuales unos 38 000 km² eran considerados como mar chileno y 28 471,86 km² como alta mar.
Por la sentencia se decidió que el punto de inicio del límite marítimo entre el Perú y Chile es la intersección del paralelo geográfico que cruza el «Hito n.º 1» con la línea de bajamar, y que la frontera marítima sigue el paralelo que pasa sobre el Hito n.º 1 hasta un punto situado 80 millas marinas de distancia, a criterio de la corte dicha decisión se encuentra sustentada en los acuerdos jurídicamente vinculantes y la práctica bilateral entre ambos países que prueban la existencia de una delimitación marítima efectuada por las partes. Después de la milla 80 la corte fija de nuevo un límite que continúa en dirección suroeste sobre una línea equidistante desde las costas de ambos países hasta su intersección con el límite de las 200 millas marinas medidas desde las líneas de base de Chile y, posteriormente, continúa hacia el sur hasta el punto de intersección con el límite de las 200 millas marinas medidas desde las líneas de base de ambos países. La Corte emite su sentencia sin determinar las coordenadas geográficas precisas, disponiendo que sean las propias partes las que procedan a determinar tales coordenadas de conformidad con el fallo, lo cual ocurrió el 25 de marzo de 2014.
En consecuencia, adjudicó al Perú un área marítima total de algo más de 50 000 km² —equivalente a la superficie terrestre de Costa Rica o Eslovaquia—, que pasó formar parte de las zonas marítimas peruanas, y que hasta entonces se distribuía en dos sectores de condición jurídica distinta: el primer sector, con una superficie aproximada de 22 000 km²  —equivalente a la superficie terrestre de El Salvador—, era considerado por Chile como parte de su zona económica exclusiva, y por tanto, explotado como mar patrimonial; en cambio, el segundo sector, de 28 471,86 km² —equivalente a la superficie terrestre de Guinea Ecuatorial—, era considerado por Chile como parte de la alta mar, es decir, un área oceánica abierta a todos los países. Como contraparte, el fallo ratificó la soberanía y los derechos soberanos de Chile sobre 16 352 km² de mar que ya poseía y explotaba desde hacía décadas, siendo esta mayormente el área situada a menor distancia a la costa y que, por tanto, corresponde a la más rica en recursos pesqueros del total de aguas en controversia.
Conforme al Derecho internacional, el fallo es obligatorio para las partes, las cuales están comprometidas a cumplirlo, habiendo quedado sometidas a la jurisdicción de la Corte Internacional de Justicia en virtud del Pacto de Bogotá.

## Antecedentes

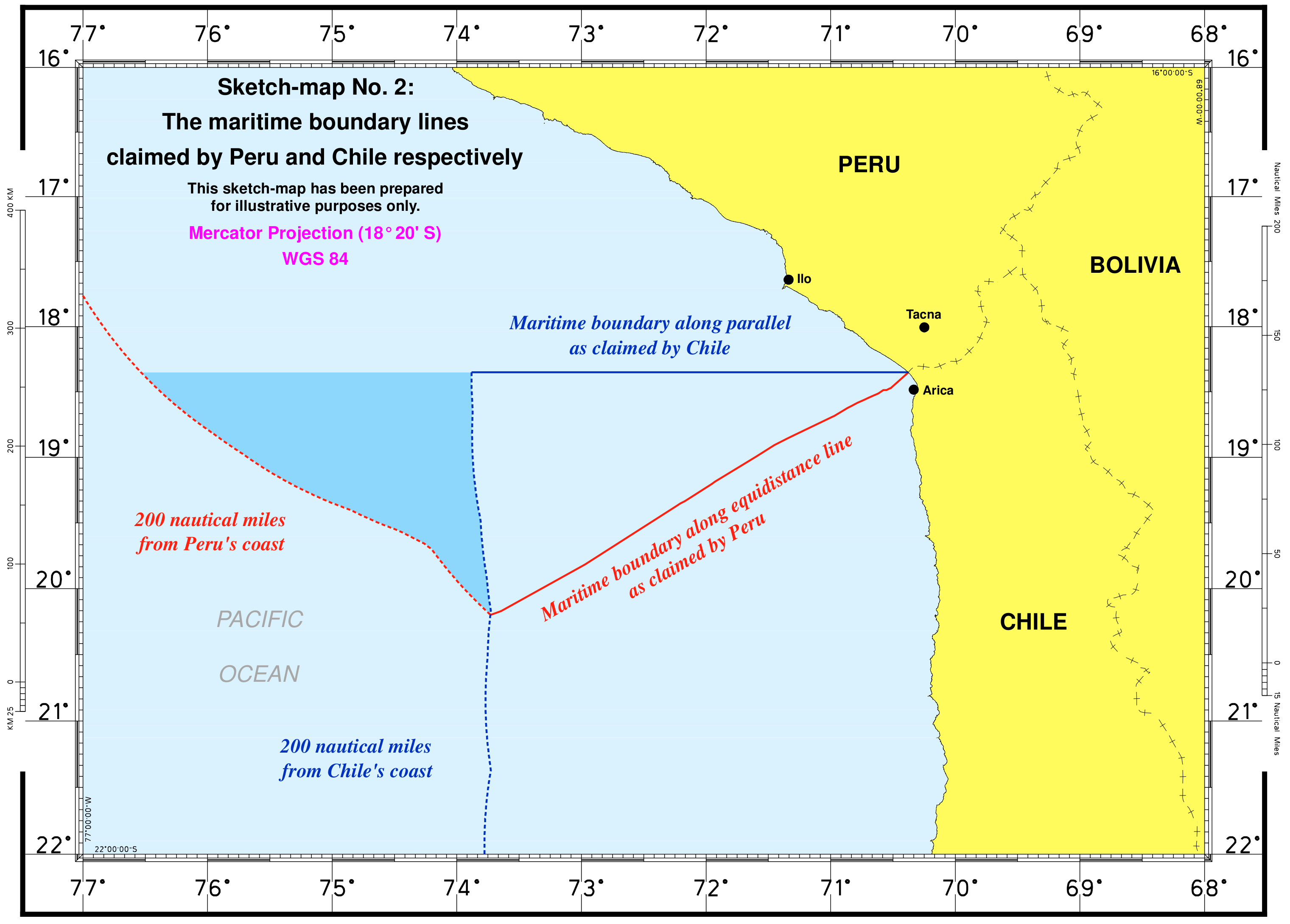
Posiciones de ambos países ante la Corte Internacional de Justicia: la línea roja es la del Perú y la línea azul es la de Chile.

El 16 de enero de 2008, el gobierno de la República del Perú —bajo la presidencia de Alan García— inició el contencioso, interponiendo una demanda contra la República de Chile —bajo la presidencia de Michelle Bachelet— ante la Corte Internacional de Justicia —con sede en La Haya, Países Bajos—, principal organismo judicial de la Organización de las Naciones Unidas (ONU).
En dicha demanda, el Perú solicitó a la Corte que determinara el trazado de la frontera entre las zonas marítimas de los dos Estados, de conformidad con el Derecho internacional, reclamando de esa forma que se le reconociera derechos soberanos sobre un área marítima que estaba siendo explotada económicamente por Chile —pues estimaba que la frontera marítima aún no había sido definida, y que los tratados que Chile invocaba como acuerdos limítrofes eran solo como acuerdos pesqueros—, y que concluyera y declarase que el Perú poseía derechos soberanos exclusivos en el área marítima situada dentro del límite de 200 millas náuticas desde su costa, pero fuera de la zona económica exclusiva de Chile o de la plataforma continental —que Chile consideraba como alta mar, por estar a mayor latitud que el paralelo que señalaba como frontera marítima entre ambos países—.
Perú consideraba que lo adecuado era trazar el límite marítimo mediante una «línea equidistante», forma de delimitar las fronteras oceánicas según las directrices contenidas en el «Manual Sobre los Aspectos Técnicos de la Convención de las Naciones Unidas sobre el Derecho del Mar», publicado en 1982; allí se indica que el término entre dos países sería una línea cuyos puntos equidistan, es decir, se sitúan a igual distancia tanto del punto más próximo de un país como del punto más próximo del otro. Estos puntos de cada país no necesariamente son puntos costeros, sino que se trata de puntos sobre las líneas de base rectas, a partir de las cuales se mide la anchura de cada mar territorial. Estas líneas de base, en el borde costero de tipo adyacente del norte de Chile y sur del Perú, se encuentran muy próximas a la ribera del mar.
Mediante su memoria y réplica, la República del Perú pidió a la Corte que concluyera y declarase que:

1. «La delimitación entre las respectivas zonas marítimas entre la República del Perú y la República de Chile, es una línea que comienza en el "Punto Concordia" (definido como la intersección con la línea de baja marea de un arco de 10 kilómetros de radio, que tiene como centro el primer puente sobre el río Lluta del ferrocarril Arica-La Paz) y equidistante de las líneas de base rectas de ambas partes, hasta un punto situado a una distancia de 200 millas marinas a partir de dichas líneas de base, y»
2. «Más allá del punto donde termina la frontera marítima común, el Perú posee título para ejercer derechos soberanos exclusivos sobre el área marítima que se encuentra a una distancia de 200 millas marinas desde sus líneas de base rectas.»

Traducción

En el Perú, el área indicada en su segunda petición se denominó «triángulo exterior» o «triángulo externo».
Por su parte, mediante su contramemoria y dúplica, la República de Chile pidió a la Corte que desestimara las peticiones del Perú en su totalidad, y que concluyera y declarase que:

1. «Los derechos sobre las respectivas zonas marítimas entre Chile y Perú han sido íntegramente delimitadas por acuerdo;»
2. «Tales derechos sobre las zonas marítimas están delimitados por una frontera que sigue el paralelo de latitud que pasa sobre el hito de la frontera terrestre entre Chile y Perú más próximo al mar, conocido como Hito Nº 1, que tiene una latitud de 18° 21' 00" S referida a Datum WGS84;»
3. «Perú carece de todo derecho sobre zona marítima alguna que se extienda al sur de dicho paralelo.»

Traducción

## La Corte

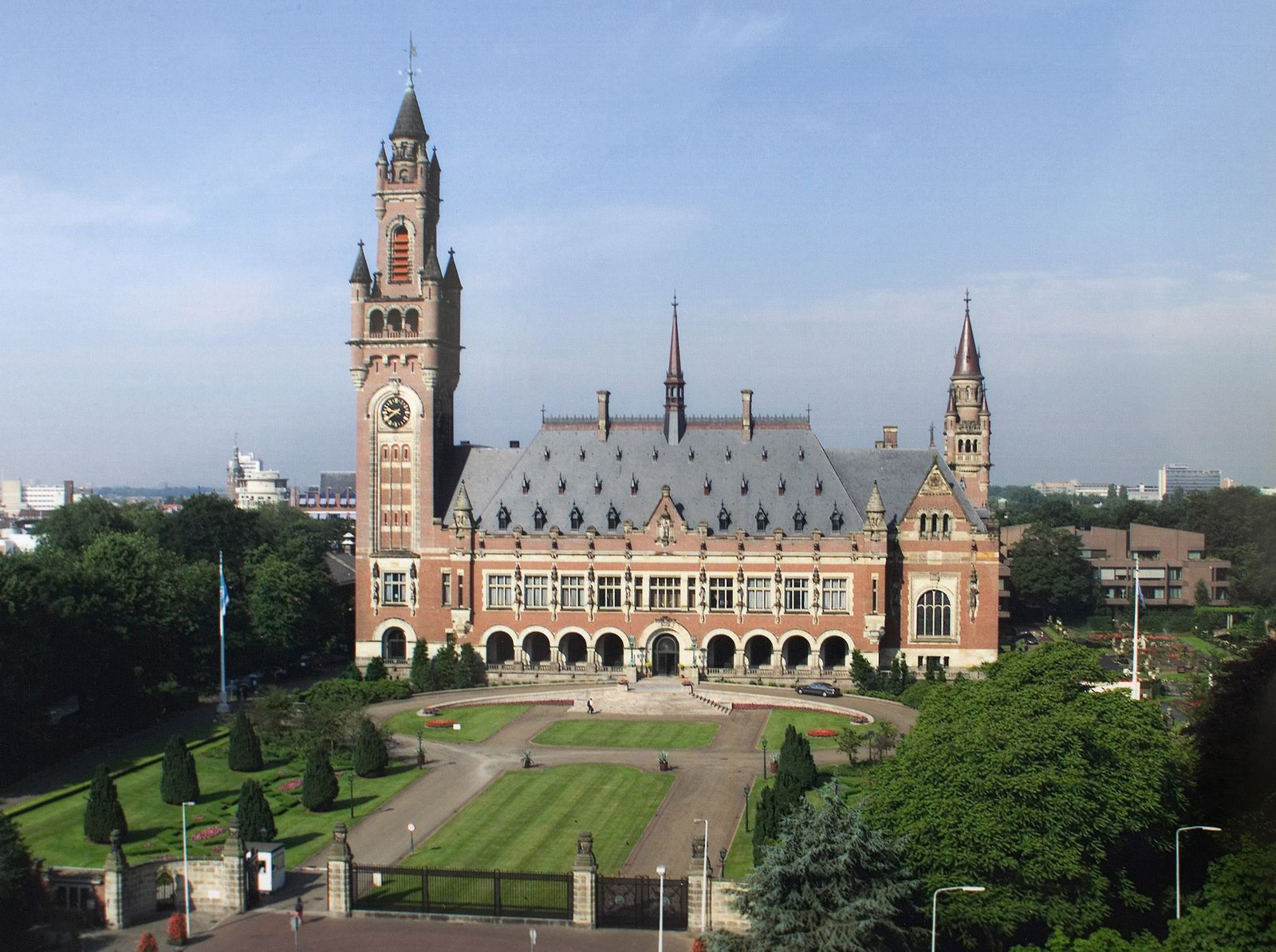
Palacio de la Paz, sede de la Corte Internacional de Justicia.

La sentencia fue dictada por la Corte Internacional de Justicia, principal organismo judicial de las Naciones Unidas, la cual posee jurisdicción universal, comenzó sus actividades en 1946 y que tiene sede en el Palacio de la Paz, en la ciudad de La Haya (Países Bajos)....
Para conocer el caso y pronunciar esta sentencia, la Corte estuvo integrada por 14 jueces titulares y 2 jueces ad hoc. Los jueces responsables del fallo fueron los siguientes:
Presidente
- Peter Tomka (de Eslovaquia).

Vicepresidente
- Bernardo Sepúlveda Amor (de México).

Jueces
- Hisashi Owada (de Japón);
- Ronny Abraham (de Egipto);
- Kenneth Keith (de Nueva Zelanda);
- Mohamed Bennouna (de Marruecos);
- Leonid Skotnikov (de Rusia);
- Antônio A. Cançado Trindade (de Brasil);
- Abdulqawi Ahmed Yusuf (de Somalia);
- Xue Hanqin (de China).
- Joan Donoghue (de Estados Unidos);
- Giorgio Gaja (de Italia);
- Julia Sebutinde (de Uganda);
- Dalveer Bhandari (de India);

Jueces ad hoc
- Gilbert Guillaume (de Francia, designado por Perú);
- Francisco Orrego Vicuña (de Chile).

Secretario
- Philippe Couvreur.

## La sentencia

### Comunicación
El día lunes 27 de enero de 2014, a partir de las 14:00 UTC, el presidente de la Corte, Peter Tomka, dio lectura a un resumen de la sentencia, en una exposición realizada en el Gran Salón de la Justicia del Palacio de la Paz, frente a las delegaciones de ambos países litigantes, y que tomó cerca de dos horas.
La lectura del resumen se hizo en inglés, uno de los dos idiomas oficiales de la Corte, y además se ofreció una traducción simultánea del mismo, no oficial, en español, en consideración al idioma utilizado en los países litigantes.
Al finalizar la lectura del resumen, se hizo entrega a los agentes de ambos países de una copia íntegra y oficial de la sentencia. La sentencia, redactada en francés e inglés, y cuyo texto oficial es aquel en inglés, indica que fue dictada en el Palacio de Justicia, La Haya, el 27 de enero de 2014.

### Decisión
La Corte decidió:

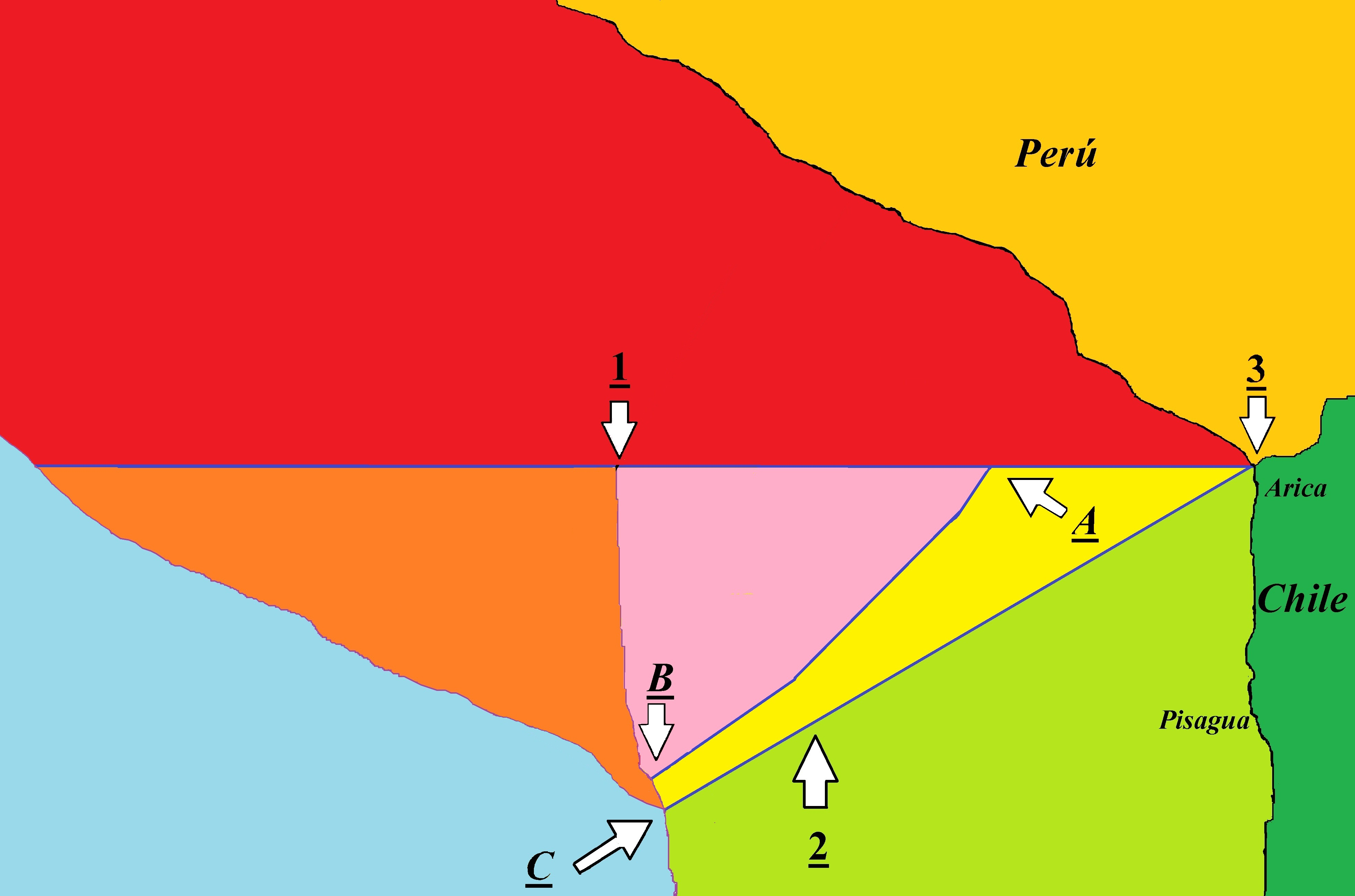
Mapa esquemático del resultado del fallo.
.

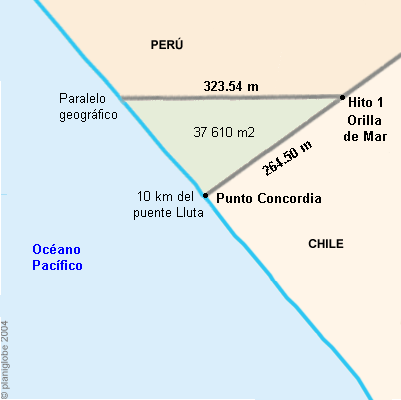
Detalle del Hito 1, la línea de baja marea y el Punto Concordia. La Corte indicó que la frontera marítima inicia en la intersección entre el paralelo geográfico que pasa por el Hito N.º 1 con la línea de baja marea. La Corte señaló que no estaba llamada a tomar una posición en cuanto a la ubicación del Punto Concordia, donde empieza la frontera terrestre entre ambos países.

1. Por 15 votos a 1 (Gaja), que el punto de inicio de la frontera marítima es la intersección del paralelo de latitud que cruza el Hito N.º 1 con la línea de bajamar.
2. Por 15 votos a 1 (Sebutinde), que el segmento inicial de la frontera marítima sigue el paralelo de latitud que pasa sobre el Hito N.º 1.
3. Por 10 votos a 6 (Tomka, Xue, Gaja, Sebutinde, Bhandari, Orrego Vicuña), que ese segmento inicial corre sobre hasta un punto (Punto A) situado a la distancia de 80 millas marinas, desde el punto de inicio de la frontera marítima.
4. Por 10 votos a 6 (Tomka, Xue, Gaja, Sebutinde, Bhandari, Orrego Vicuña), que desde el Punto A la frontera marítima continúa en dirección sudoeste sobre una línea equidistante desde las costas de Perú y Chile hasta su intersección (Punto B) con el límite de las 200 millas marinas medidas desde las líneas de base de Chile. Luego, desde el Punto B, la frontera marítima continúa hacia el sur hasta el punto de intersección (Punto C) con el límite de las 200 millas marinas medidas desde las líneas de base de ambos países.
5. Por 15 votos a 1 (Orrego), que por las razones contenidas en el fallo (párrafo 189) no es necesario resolver la parte final de la segunda petición del Perú (la del «triángulo exterior»).

La Corte no especificó las coordenadas del punto indicado en la decisión 4, pero le asignó el nombre de "Punto A". Dicho punto se encuentra a 80 millas marinas de la costa chilena más próxima en el puerto de Arica, y a 45 millas marinas de la costa peruana más cercana, esto es, el puerto de Ilo, en el Departamento de Moquegua. Tampoco especificó las coordenadas de los puntos B y C.
La definición de los llamados puntos A, B y C hizo innecesario que la Corte se pronunciara sobre la segunda solicitud peruana, por falta de objeto (punto decisorio 5), ya dicha área le fue otorgada conforme a los puntos anteriores de la decisión (puntos decisorios 3 y 4).
La Corte señaló (párrafo 175) que no está llamada a tomar una posición en cuanto a la ubicación del Punto Concordia, donde empieza la frontera terrestre entre ambos países, e hizo presente que podría ser posible que el punto antes mencionado no coincida con el punto de partida de la frontera marítima, que ella misma definió, sin embargo, observó que tal situación sería consecuencia de los acuerdos alcanzados entre las partes.

#### Detalles del fallo
Algunos detalles de la lectura del fallo efectuada por el presidente de la Corte, Tomka, fueron:
- Que las pronunciaciones unilaterales del año 1947 no establecen el límite marítimo lateral entre ambos países.
- Que la Declaración de Santiago de 1952 es un tratado internacional, pero no definió una frontera marítima lateral correspondiente a las zonas marítimas generales de los países partes, y que sus disposiciones no van más allá de definir el límite de ciertas zonas marítimas insulares con aquellas zonas marítimas generadas por las costas continentales que comprenden dicha zonas marítimas. Sin embargo, indica que dichos elementos podrían sugerir un desarrollo sobre un entendimiento de naturaleza más general sobre su frontera marítima, a la luz de acuerdos posteriores.
- Que el Convenio sobre zona especial fronteriza marítima de 1954 reconoce en un acuerdo internacional vinculante que ya existe una frontera marítima, siguiendo el paralelo, pero no indica cuándo y de qué manera esa frontera fue acordada, de lo cual se deduce que solo refleja un acuerdo tácito al que habían llegado con anterioridad.
- Que la misma tampoco da ninguna indicación de la naturaleza de la frontera marítima ni su extensión.
- Que ambos países pactaron una frontera marítima para todo propósito y que se extiende necesariamente, siguiendo el paralelo, por lo menos, a la distancia hasta la cual la actividad de pequeñas embarcaciones pesqueras era realizada entonces, en consideración al objetivo específico del Convenio de 1954.

#### Anexos
Algunos de los jueces incluyeron, conforme al procedimiento ante la Corte, opiniones separadas y disidentes, en donde se expresaban de manera particular y más detalladamente su parecer sobre el fallo de la Corte y sus posiciones respecto a las cuestiones debatidas, las cuales se incluyeron en anexos.
- El presidente Tomka añadió una declaración sobre el fallo de la Corte:[14] en esta manifiesta su acuerdo con la decisión de la Corte, según la cual, la frontera marítima entre el Perú y Chile inicia en la intersección entre el paralelo de latitud que pasa por el Hito N.º 1 y la línea de bajamar, y con que la frontera marítima sigue el paralelo de latitud; sin embargo, difiere de sus diez colegas en cuanto se decidió que la frontera acordada termina a una distancia de 80 millas contadas desde su punto de inicio, manifestando su imposibilidad de apoyar el trazado de la frontera marítima efectuado de novo desde ese punto hacia adelante.[2]
- El vicepresidente Sepúlveda-Amor agregó una declaración sobre el fallo de la Corte:[15] en esta expresa serias reservas en relación con el razonamiento de la Corte que sustenta la existencia de un acuerdo táctico sobre la delimitación marítima.[2]
- El juez Owada añadió una opinión separada al fallo de la Corte:[16] en esta señala que, aceptado las conclusiones contenidas en los párrafos operativos del falo, no le es posible asociarse completamente con el razonamiento que precede las conclusiones de la Corte en relación con la delimitación concreta de la frontera marítima entre el Perú y Chile.[2]
- El juez Skotnikov agregó una declaración sobre el fallo de la Corte:[17] en esta expresa que ha votado a favor de las conclusiones de la Corte en la cláusula operativa del fallo; sin embargo, no está acuerdo con el tratamiento que la Corte hizo del asunto relativo a la extensión de la frontera marítima entre el Perú y Chile; no está convencido con el argumento de la Corte, según el cual, el estado de aceptación internacional general en relación con los derechos marítimos de los Estados durante los años 1950 indica que era poco probable que las Partes hubieran establecido sus fronteras marítimas hasta una distancia de 200 millas náuticas; tampoco está convencido con el tratamiento que le otorgó la Corte a varias prácticas, entre ellas, actividades pesqueras y de ejecución, como determinativas de la extensión de la frontera marítima acordada; y concluye que dado que el tratamiento otorgado por las Partes a la extensión de la frontera marítima acordada carece de la claridad que hubiera sido esperada, ha sido posible para él sumarse al voto favorable mayoritario al tercer párrafo operativo.[2]
- Los jueces Xue, Gaja, Bhandari y el juez ad hoc Orrego Vicuña añadieron una opinión disidente conjunta al fallo de la Corte:[18] en esta consideran que, del texto del párrafo IV de la Declaración de 1952 sobre Zona Marítima (la Declaración de Santiago) implica que el paralelo que paso sobre el punto en que llega al mar la frontera terrestre representa la frontera lateral entre las Partes como consecuencia de las zonas marítimas generadas por sus costas continentales; sobre la base de las reclamaciones marítimas de las Partes según fueron consagradas en la Declaración de Santiago, esta frontera se extiende hasta 200 millas náuticas; algunos acuerdos subsiguientes entre las Partes confirman esta interpretación de la Declaración de Santiago, en particular, el Convenio de 1954 relativo a la Zona Especial Fronteriza Marítima (el Convenio de 1954), el Protocolo de Santiago de Adhesión a la Declaración sobre “Zona Marítima” (el Protocolo de 1955) y el acta de 1968 sobre la instalación de faros entre el Perú y Chile (el acta de 1968).[2]
- La juez Donoghue agregó una declaración sobre el fallo de la Corte:[19] en esta destaca que los argumentos de ninguna de las Partes resultaron convincentes para la Corte; observa que las Partes no abordaron la existencia o los términos de un acuerdo tácito, y no presentaron evidencia enfocada específicamente en la extensión de esa frontera; que ninguna de las Partes abordó la posibilidad de que el segmento inicial de la frontera marítima hubiera sido establecida mediante acuerdo de las Partes, dejando que la parte restante del límite fuera determinado sobre la base del Derecho internacional consuetudinario; por ende, la Corte abordó estas cuestiones sin el beneficio de los puntos de vista de las Partes.[2]
- El juez Gaja añadió una declaración sobre el fallo de la Corte:[20] en esta indica que, tal como fue explicado en la opinión disidente conjunta, la delimitación marítima entre Chile y el Perú de conformidad con la Declaración de Santiago sigue el paralelo del punto en que llega al mar la frontera terrestre; aunque por razones prácticas las Partes posteriormente han utilizado un hito ubicado cerca de ese punto para los propósitos de identificar su frontera marítima, no existe evidencia de que ellos alguna vez alcanzaran un acuerdo para adoptar como punto de partida un punto diferente al referido en la Declaración de Santiago.[2]
- La juez Sebutinde agregó una opinión disidente al fallo de la Corte:[21] en esta expresa su desacuerdo con las conclusiones de la Corte en relación con los méritos de la disputa según fueron expuestos en los puntos 2, 3 y 4 del párrafo operativo del fallo; en particular, está manifiesta su desacuerdo con la conclusión de la Corte, según la cual, sobre la base del acuerdo tácito entre las Partes, es posible colegir que una frontera marítima general ya existe entre las Partes a lo largo del paralelo de latitud que pasa sobre el Hito N.º 1; y considera que la Corte debió haber determinado la totalidad de la frontera marítima entre las Partes de novo, aplicando al efecto su bien establecido método de delimitación de tres pasos, con el propósito de alcanzar un resultado equitativo.[2]
- El juez ad hoc Guillaume añadió una declaración sobre el fallo de la Corte:[22] en esta señala que está de acuerdo con la decisión de la Corte y comparte el enfoque que ella ha adoptado y, adicionalmente, explica que también ha aceptado la solución adoptada por la Corte en relación con el punto de inicio de la frontera marítima; añade, sin embargo, que esto de ninguna forma prejuzga la ubicación del punto inicial de la frontera terrestre y cuya determinación no corresponde a la Corte; las Partes difieren en la ubicación de este punto y él tiende a creer que no está ubicado en el Hito N.º 1, el cual está localizado tierra adentro, sino en el punto de intersección entre el océano Pacífico y un arco con un radio de 10 km que tiene su centro en el puente sobre el río Lluta.[2]
- El juez ad hoc Orrego Vicuña emitió una opinión separada sobre el fallo de la Corte, en parte concurrente y en parte disidente:[23] en esta explica aquellos aspectos del fallo con los cuales concurre y aquellas materias con las que disiente. Entre las primeras se encuentra, en primer lugar, el punto de inicio de la delimitación marítima, establecida en el punto en que el paralelo que pasa sobre el Hito N.º 1 se interseca con la línea de bajamar; igual importancia le agrega al reconocimiento del paralelo como un criterio para efectuar la delimitación marítima hasta una cierta extensión; la de reconocer la existencia de una frontera marítima única, y que el Dominio Marítimo sea aplicado de forma concordante con la Convención sobre el Derecho del Mar. La disidencia se refiere al establecimiento del punto final del paralelo utilizado para efectuar la delimitación marítima a una distancia de 80 millas náuticas, una decisión que no encuentra soporte en el Derecho aplicable bajo las Declaraciones presidenciales de 1947, la Declaración de Santiago de 1952 y el Convenio sobre Zona Especial Fronteriza Marítima de 1954, o en la práctica abundante tanto de Perú como de Chile; además, el efecto combinado de la línea equidistante que el fallo siguió desde el punto final del paralelo y el área del "triángulo exterior", cuando se añaden a los derechos marítimos del Perú, generan como resultado una asignación desproporcional de áreas marítimas a cada Parte.[2]

## Reacciones al fallo

### Declaraciones de los agentes ante la Corte

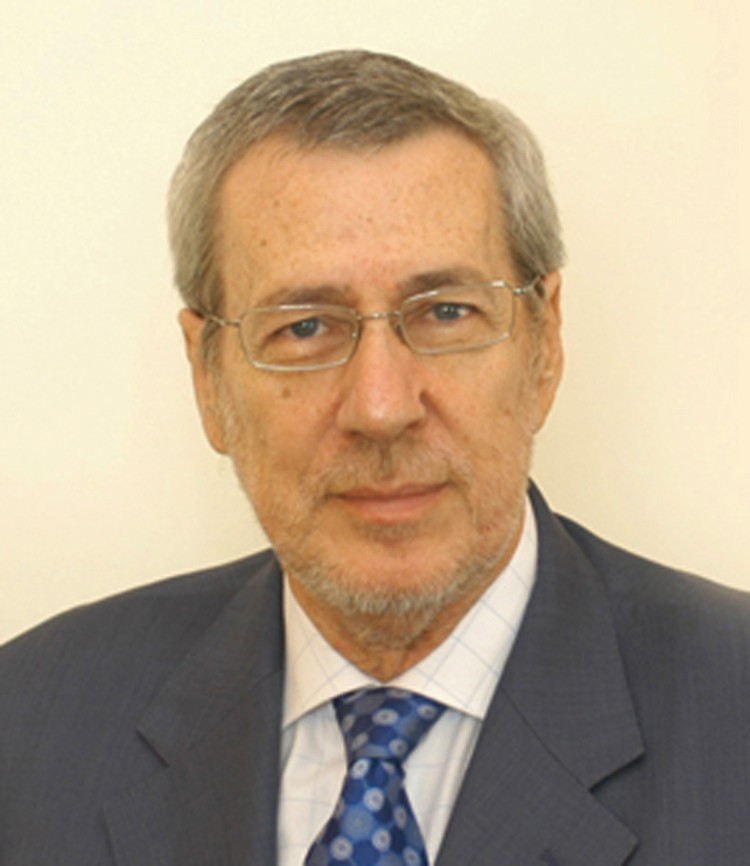
El líder del equipo jurídico presentado por Chile, Alberto van Klaveren, fue uno de los primeros chilenos en comentar el resultado del fallo.

El agente peruano ante la Corte, Allan Wagner, fue el primero realizar una declaración tras conocerse el fallo: 

«Deseo agradecer al presidente de la Corte de Justicia, a los magistrados, y a todo el personal de esta prestigiosa institución por la dedicación que han puesto durante estos seis años para solucionar el conflicto marítimo entre Chile y Perú» [...]

«La apreciación oficial será dada a conocer por el presidente de la República y la canciller en las próximas horas».

El agente de Chile ante la Corte, Alberto van Klaveren, luego de que la sentencia fuere comunicada, señaló que: 

[...] «La Corte ha reafirmado la vigencia del paralelo limítrofe que pasa del Hito número 1, como la frontera marítima de Arica para todo efecto. Eso es suelo, subsuelo y columna de agua» [...]

«La Corte Internacional de Justicia también ha efectuado una modificación del límite de 200 millas, reduciendo la extensión del paralelo. Lamentamos profundamente esta resolución que, en nuestra opinión, carece de fundamento».

### Declaraciones oficiales y otras reacciones

#### En Chile

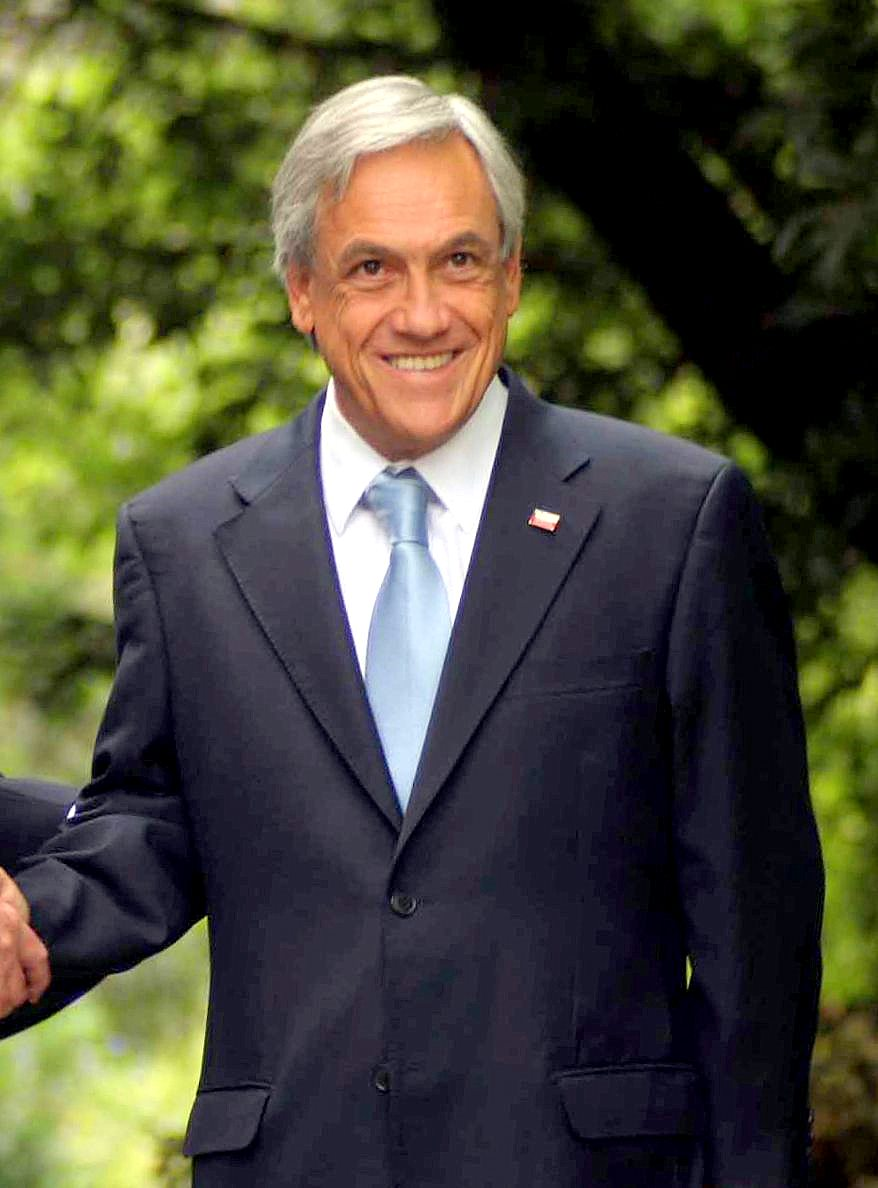
Sebastián Piñera fue el presidente de Chile que estaba en ejercicio al conocerse el fallo.

El presidente en ejercicio, Sebastián Piñera, manifestó que:

«la Corte Internacional de Justicia de La Haya ha confirmado en lo sustancial los argumentos de la posición chilena. En efecto, la Corte, por 15 votos a 1, ha reconocido la existencia de un acuerdo de límite marítimo y que ese límite marítimo es, en parte, un paralelo geográfico. Y, adicionalmente, también por 15 votos a 1, ha confirmado que ese paralelo pasa por el Hito 1 y no por el punto 266, y que ese Hito 1 constituye el punto inicial del límite marítimo entre Chile y Perú... En consecuencia, la confirmación por parte de la Corte de La Haya que la frontera marítima comienza en el paralelo del Hito 1, ratifica nuestro dominio sobre el triángulo terrestre respectivo».

 Aseguró que el gobierno de Chile acatará el fallo de la Corte de La Haya, y que su implementación se hará en coordinación con la presidenta electa Michelle Bachelet.
El Ministro de Relaciones Exteriores, Alfredo Moreno Charme, señaló que "lo que estamos transfiriendo no es territorio, lo que vamos a entregar son sólo los derechos económicos sobre eso, hoy día pesca, que significa el 0,1 % de la pesca que hay en esa zona".

#### En el Perú

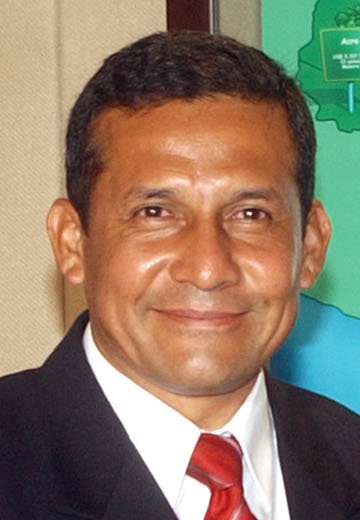
Ollanta Humala fue el presidente del Perú que estaba en ejercicio al conocerse el fallo.

Inmediatamente de darse a conocer el resultado del contencioso de límites, el expresidente peruano Alan García celebró el fallo de la Corte de La Haya y pidió a mantener una relación binacional armónica. Además, escribió un tuit en donde exclamó: «¡Justicia! En este día de emoción, demos gracias a Dios con un Padre Nuestro por nuestra Patria. ¡Viva el Perú!»
El presidente en ejercicio, Ollanta Humala, aseguró que:

«[...] El triángulo exterior es nuestro. Hoy es una fecha histórica, en vísperas de celebrar el bicentenario de la independencia del Perú. ¡Qué mejor que una instancia internacional reconocida, como La Haya, que ha reconocido nuestros derechos soberanos, que ha reconocido la justicia de nuestra causa y que hoy día nos permite modificar para bien el mapa de Perú!»

Asimismo señaló que la sentencia de la Corte otorgó al Perú alrededor del 70 % de lo que pretendía con la demanda. A su vez, uno de los abogados extranjeros que integraron el equipo del Perú, el jurista italiano Tullio Treves, consideró que el fallo resultó «muy favorable» para ese país, el cual según él ganó «al menos el 80 % del proceso».

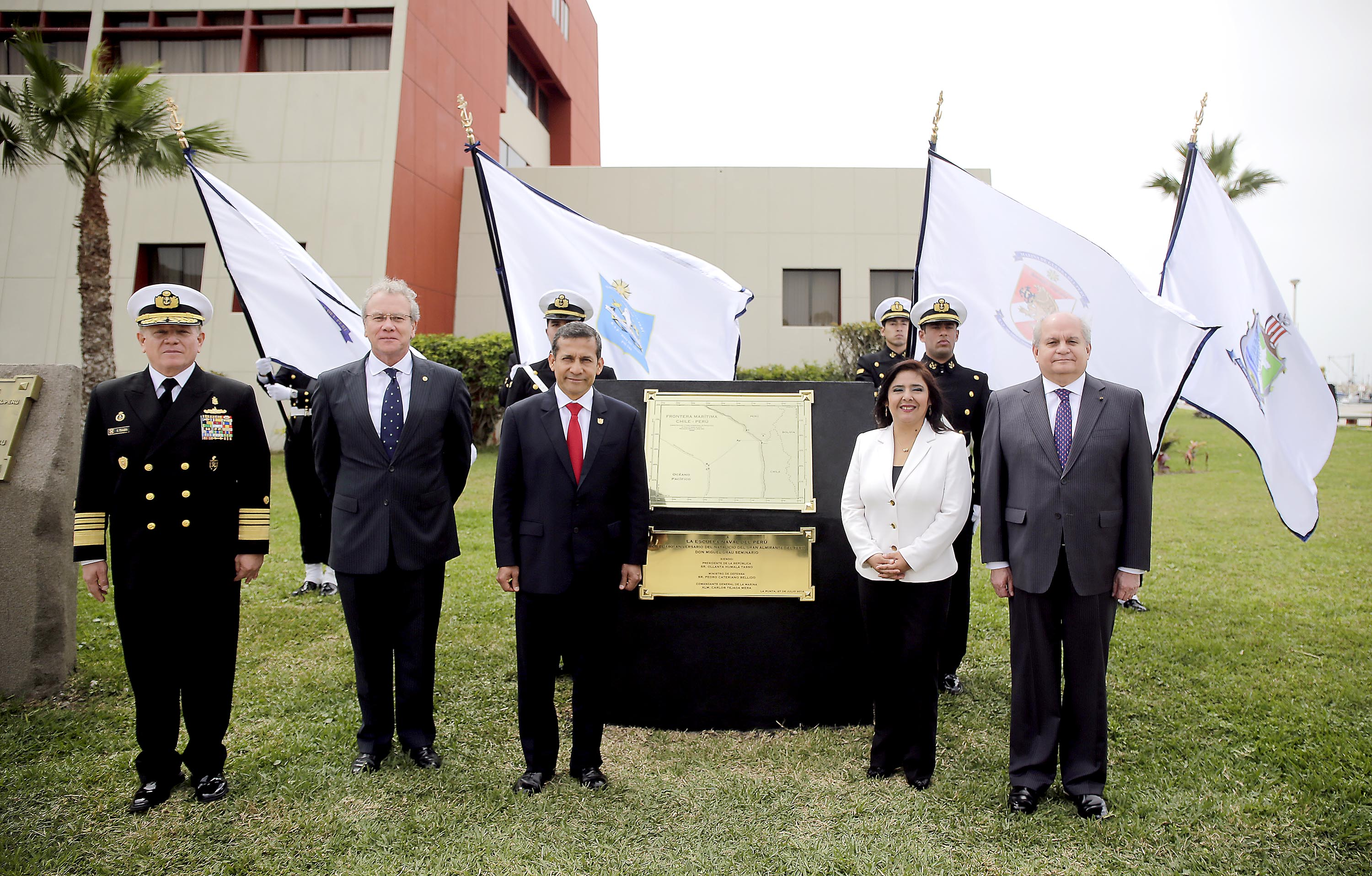
El Presidente peruano Ollanta Humala y el ministro de Defensa, Pedro Cateriano, acompañados del comandante general de la Marina, almirante Carlos Tejada, develan el 27 de julio de 2014 la placa conmemorativa de la delimitación marítima entre Perú y Chile, consecuencia del fallo de la Corte Internacional de Justicia de La Haya.
Si bien entre los peruanos las voces mayoritarias marcaban optimismo frente al resultado del fallo, también hubo voces críticas, las que hicieron hincapié en que la Corte concedió la zona próxima a la costa de Tacna (la más rica en recursos pesqueros) a la soberanía chilena, siendo el área adjudicada al Perú frente a Tacna solo rica en recursos pesqueros de altura como el tiburón, perico, pez espada, pota, jurel y caballa.
Los pescadores artesanales de Tacna. El presidente de su sindicato, David Patiño, señaló que: 

«Los pescadores (artesanales) no pueden costear el traslado hasta la zona que han considerado en el fallo. Supongo que eso beneficiará a la pesca industrial que tiene las embarcaciones y el equipo necesario. Solo les digo que el pescador artesanal no ha ganado nada».

El primer ministro César Villanueva señaló al día siguiente del Fallo que "se tiene previsto enviar buques de investigación a la zona y realizar “lo antes posible” acciones operativas junto al Ministerio de la Producción y al Instituto del Mar del Perú (Imarpe). Indicó que: “Podemos tomar posesión desde ahora mismo. Tenemos que trabajar en la investigación, conocer mucho más esa zona y que los empresarios y pescadores puedan explotar (los recursos hidrobiológicos)”.  Esto, un día después que el presidente chileno Sebastián Piñera planteara la necesidad de “acuerdos entre las partes” para materializar la resolución del tribunal internacional.

### Repercusiones en la prensa
La noticia monopolizó la atención de los medios periodísticos de ambos países en sus ediciones del 27 de enero de 2014 y del siguiente. El fallo ocupó las portadas de la mayoría de las revistas y los diarios.
Las portadas de los periódicos de las ediciones del 28 de enero de 2014 trataron el hecho de la siguiente manera:
En Chile
- El Mercurio: «Corte de La Haya reconoció parcialmente los derechos de Chile».[38]

- La Tercera: «Corte ratifica límites de Chile, pero reduce su Zona Económica Exclusiva».[39]

- La Cuarta: «¡No fue bacán, pero salvamos!. Cáchese completito el fallo de La Haya».[40]

- Las Últimas Noticias: «Las mejores tallas del fallo de La Haya».[41]

- Estrategia: «Validan paralelo desde el Hito I como frontera marítima y Chile conserva riqueza pesquera».[42]

- HoyxHoy: «Fallo fijó el límite desde el Hito 1 hasta la milla 80».[43]

- La Estrella de Arica: «Chile y Perú se comprometen a acatar fallo de los jueces».[44]

- La Estrella de Iquique: «Piñera: Fallo cautela el mar territorial».[45]

- El Longino: «Iquiqueños opinan del fallo de La Haya».[46]

- El Mercurio de Antofagasta: «Corte de La Haya acepta límite y crea nueva línea equidistante».[47]

- El Mercurio de Calama: «El Tribunal de La Haya reconoce límite marítimo y crea línea equidistante».[48]

- La Estrella de Antofagasta: «Un fallo salomónico».[49]

- El Diario de Atacama: «La Haya valida límite en el mar y fija línea equidistante en zona económica».[50]

- El Día: «La Haya zanja conflicto de límites entre Chile y Perú».[51]

- El Mercurio de Valparaíso: «Fallo reconoció Hito N° 1 y la frontera marina hasta 80 millas».[52]

- El Tipógrafo: «Fallo de La Haya: las diversas reacciones que generó en el mundo político y social».[53]

- La Prensa: «La Haya reconoció límite marítimo entre Chile y Perú».[54]

- El Centro: «La Haya reconoció zona pesquera chilena».[55]

- El Sur: «Corte de La Haya reconoce límite marítimo y crea línea equidistante».[56]

- Crónica Chillán: «La Haya reconoce frontera marítima y fija una nueva línea equidistante».[57]

- El Austral: «Fallo valida Hito I como límite y disminuye zona económica».[58]

- El Diario Austral de Los Ríos: «Fallo dictado por Corte de La Haya reconoce Hito I y fija línea equidistante».[59]

- El Austral: «La Haya reconoce frontera marina y crea línea equidistante».[60]

- El Llanquihue: «Fallo de La Haya confirma Hito 1, pero cede porción de mar a Perú».[61]

- El Divisadero: «Tribunal de La Haya define nuevo límite marítimo entre Chile y Perú».[62]

- La Prensa Austral: «Piñera lamenta pérdida de más de 20 mil km cuadrados tras fallo de La Haya».[63]

En el Perú
- El Comercio: «La Haya delimitó la frontera marítima y le dio al Perú 50 mil km²».[64]

- Perú.21: «Triunfo por la paz. Corte de La Haya otorgó al Perú 70 % de zona marítima en disputa con Chile».[65]

- Expreso: «Es un fallo salomónico. Solución “intermedia” nos devuelve soberanía sobre 50 mil kilómetros cuadrados de mar territorial».[66]

- La República: «Recuperamos 50 mil km² del mar de Grau».[67]

- Gestión: «Perú obtiene 50 mil km² más de mar, pero Chile mantiene área rica en la pesca de anchoveta».[68]

- El Peruano: «Fallo histórico. Presidente Humala: la decisión es un triunfo de la paz».[5]

- Trome: «¡Ganamos a Chile!».[69]

- Del País: «Ganó el Perú. Ya tenemos límites marítimos con Chile».[70]

- Diario 16: «¡Victoria de todos! Recuperamos 50 000 km² de mar soberano».[71]

- Ojo: «Triunfo y bronca. Perú recupera parte del mar de Grau, pero tacneños protestan».[72]

- La Primera: «Ganamos 50 mil km². La Haya fijó nueva frontera marítima con Chile».[73]

- La Razón: «¡Ganamos 50 mil km² de mar de Grau!».[74]

- El Chino: «¡Ganamos! Chilenos aceptaron su derrota».[75]

- El Diario de Hoy: «Para siempre».[76]

- El Men: «¡Ganamos! El Perú recupera su soberanía y dignidad».[77]

- Correo de Lima: «Un fallo justo».[78]

- El Diario del Cusco: «Esta es la nueva frontera marítima sur».[79]

- Correo de Cusco: «Cusqueños hablan sobre fallo».[80]

- Correo de Pasco: «Perú triunfa sobre Chile ganando mar y peces».[81]

- Correo de Ica: «50 mil km² de mar».[82]

- Correo de Tumbes: «Chilenos con caras largas».[83]

- Correo de Piura: «Mar de Grau gana 50 mil km²».[84]

- Correo de Lambayeque: «Piñera se lamenta».[85]

- Correo de Moquegua: «Triunfo a medias».[86]

- Correo de La Libertad: «Desazón en Chile».[87]

- Correo de Arequipa: «Arequipa con 200 millas».[88]

- Correo de Puno: «El mar es peruano».[89]

- Correo de Ayacucho: «Perú gana 50 mil km² de mar».[90]

- Correo de Chimbote: «Ganamos mar, pero no anchoveta».[91]

- Correo de Huancavelica: «Perú gana 50 mil km² de mar».[92]

- Correo de Huancayo: «Una sentencia con justicia».[93]

- Correo de Tacna: «Tacna seguirá sin mar».[94]

En Ecuador
- Hoy: «Lío Chile-Perú: La Haya dio ayer un fallo salomónico. En Lima celebran y en Santiago de Chile hay descontento».[95]

- El Universo: «Perú gana zona marítima a Chile tras fallo judicial».[96]

- Diario Expreso: «El fallo del litigio marítimo satisface a Perú y a Chile».[97]

- El Mercurio: «El fallo da parte de razón a Chile pero beneficia a Perú».[98]

En Bolivia
- El Diario: «Fallo favorece a Perú».[99]

- La Razón: «Bolivia espera que La Haya actúe con "la misma equidad" sobre su demanda con Chile».[100]

- El Día: «La Haya cede a Perú una parte del mar chileno».[101]

En la Argentina
- La Nación: «Salomónico fallo sobre la frontera de Chile y Perú».[102]

- Diario Popular: «Fallo histórico: Perú tendrá parte del Pacífico que controlaba Chile. Lo dispuso Corte de La Haya».[103]

- Diario Los Andes: «La Haya: Perú festeja y Chile se lamenta».[104]

## Efectos del fallo

### Adjudicación de áreas y derechos sobre las mismas
De acuerdo al punto 4 de la conclusiones de la sentencia de la Corte, una superficie marítima de 21 928 km², que era considerado por Chile como parte de su zona económica exclusiva y por tanto explotado como mar patrimonial, pasó a formar parte de la zona económica exclusiva del Perú —dentro del denominado Mar de Grau—, al estar situada a menos de 200 millas náuticas de sus costas. Dicha zona representa el 57,3 % del área marítima chilena que era objeto de disputa —y que es conocida como «triángulo interno» por el Perú—. Respecto al restante 42,7 %, equivalente a 16 352 km², la Corte ratificó, respectivamente, la soberanía —como mar territorial— y los derechos soberanos —como zona económica exclusiva— de Chile sobre dicha área.
Asimismo, un área de una superficie marítima de 28 356 km², situada a menos de 200 millas náuticas de las costas del Perú y fuera de las 200 millas náuticas de Chile, la misma que era considerada por este país como alta mar —y denominada como «triángulo externo» por el Perú—, ahora forma parte del mar peruano, como zona económica exclusiva, de modo tal que este país podrá explotar en forma exclusiva sus recursos, además de cobrar regalías a terceros que deseen operar en dichas aguas. Dicha zona, además, formaba parte del llamado mar presencial de Chile.
De ese modo, tras la expedición del fallo, el ejercicio de los derechos de soberanía de ambos estados en la zona en disputa se ha modificado en parte, como consecuencia del nuevo límite establecido por la Corte, en tanto se confirmó la soberanía y derechos soberanos de Chile en la zona más próxima a su costa —hasta las 80 millas náuticas desde sus líneas de base—, y se reconoció al Perú derechos soberanos a partir de dicho punto y hasta las 200 millas náuticas desde sus líneas de base, siguiendo una bisectriz.

### Impacto económico

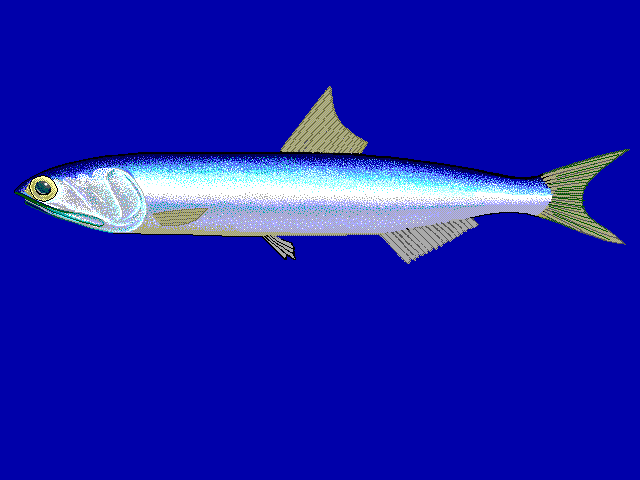
La anchoveta (Engraulis ringens) es el producto pesquero más importante de los que habitan las aguas objeto de este fallo jurídico.

El Presidente chileno Sebastián Piñera aseguró que: 

«Es importante destacar que la casi totalidad de la pesca existente en la zona norte de nuestro país se produce al este de la milla 60. En consecuencia, se produce íntegramente dentro de la Zona Económica Exclusiva de nuestro país, reconocida por la Corte. En consecuencia, el fallo confirma que Chile conserva la casi totalidad de sus derechos de pesca y muy especialmente sus derechos de pesca de nuestros pescadores artesanales»

 No obstante, agregó que:

«Esta decisión de la Corte significa que Chile debe ceder derechos económicos en una zona de aproximadamente 20 a 22 mil kilómetros cuadrados... Si bien en esta zona Chile mantiene en plenitud sus libertades de navegación marítima y navegación aérea, sin duda, esta cesión constituye una lamentable pérdida para nuestro país».

Según expertos pesqueros chilenos, las 80 millas náuticas que Chile conserva son esenciales para la captura de la anchoveta (Engraulis ringens).
El Ministro de Economía de Chile, Félix de Vicente, aseguró que "Prácticamente la totalidad de la pesca de la región de Arica y Parinacota se produce al este de la milla 60, es decir íntegramente dentro de los límites que mantiene Chile. La pesca en “altura”, que corresponde a las especies palometa, jurel, tiburón, albacora y bacalao, que se podría ver parcialmente afectada, representa cerca de un 0,1 % de la pesca de la región".
Sin señalar cifras, la presidenta de la Sociedad Nacional de Pesquería del Perú (SNP), Elena Conterno, manifestó que el fallo no incrementará la captura de anchoveta en el Perú, ya que este recurso se concentra en las primeras millas marinas y que el mar otorgado beneficiará a la pesca de altura. En dicho mar, señaló, las especies que sí se pueden encontrar son el tiburón, perico, pez espada y pota, así como jurel y caballa.

## Diferencias de interpretación del fallo
| «Triángulo terrestre» | «Triángulo terrestre» | «Triángulo terrestre» |
| Decisión de la Corte | Chile | Perú |
| --- | --- | --- |
| La Corte señaló —en el párrafo 175— que no está llamada a tomar una posición en cuanto a la ubicación del Punto Concordia, donde empieza la frontera terrestre entre ambos países, e hizo presente que podría ser posible que el punto antes mencionado no coincida con el punto de partida de la frontera marítima, tal como ella mismo lo estableció. Sin embargo, observó que tal situación sería la consecuencia de los acuerdos alcanzados entre las partes. | El presidente Sebastián Piñera aseguró que lo resuelto por el tribunal «confirma en lo sustancial la posición chilena. La confirmación del Hito 1 ratifica nuestro dominio sobre el triángulo terrestre respectivo», y agregó que «esta decisión reviste una importancia adicional, ya que si bien ambos países discrepaban respecto a dónde comenzaba la frontera marítima, Hito 1, según Chile, punto 266, según Perú, ambos países siempre coincidieron en que la frontera marítima comienza en el último punto de la frontera terrestre». Por su parte, el futuro Canciller chileno, Heraldo Muñoz manifestó que «el denominado Punto Concordia pertenece a Chile y yo creo que eso queda muy claramente establecido. Lo ha dicho el propio Presidente (Sebastián Piñera)». | La Canciller Eda Rivas estimó que existirá una “costa seca” en Tacna, pero que el fallo de La Haya solo se refiere al límite marítimo. El agente peruano ante la Corte, Allan Wagner, señaló que «Este es un caso de delimitación marítima, que nada tiene que ver con cuestiones territoriales. De tal manera, no hay ninguna relación con el llamado triángulo terrestre» y añadió que «la frontera terrestre quedó fijada con el Tratado de 1929 y las comisiones demarcadoras de 1929 y 1930, los cuales fijan como límite el punto Concordia». |
| «Implementación del fallo» | | |
| Decisión de la Corte | Chile | Perú |
| La Corte señaló —en el párrafo 197— que en vista de las circunstancias del presente caso, definió el trazado de la frontera marítima entre las partes sin determinar las coordenadas geográficas precisas. Por otra parte, indicó que las partes no pidieron que lo hiciera en peticiones finales. La Corte espera que las partes procedan a determinar tales coordenadas de conformidad con la presente sentencia, en espíritu de buena vecindad.                | El Presidente Sebastián Piñera señaló que «dada la naturaleza y contenido de este fallo, su implementación deberá ser gradual y requerirá acuerdos entre ambas partes, y la adaptación de las normas internas de cada país al contenido del fallo de la Corte y al derecho internacional del mar». El agente chileno ante la Corte, Alberto van Klaveren, manifestó que «aquí vamos por parte, obviamente hay un proceso de implementación que está por delante. La propia Corte así lo ha señalado, donde ha planteado la necesidad de establecer coordenadas de los espacios marítimos de Chile y Perú, y no cabe duda que esto requiere de un proceso de implementación y que los dos países acuerden esa implementación y esa será la próxima etapa».                       | El jefe del Gabinete ministerial, César Villanueva, informó que el Perú empezó a ejecutar la sentencia al día siguiente del fallo, destacando que la Marina de Guerra del Perú había iniciado los respectivos trabajos de cartografía, tras conocerse la delimitación de la frontera marítima con Chile decidida por la Corte, y agregó que será necesario hacer algunas coordinaciones con la parte chilena. «Hay que hacer cotejos y coordinaciones con ellos, pero no negociaciones, ni formación de comisiones. Ya la implementación (del fallo) empezó por parte de nosotros y vamos a seguir», añadiendo, que se mantendrán niveles de coordinación y de acercamiento permanentes con Chile, y que la legislación interna en el Perú, acorde con el fallo de La Haya, será solo «de adecuación», sin que sea necesario emitir normas especiales. Finalmente Villanueva indicó que «Podemos tomar posesión desde ahora mismo. Tenemos que trabajar en la investigación, conocer mucho más esa zona y que los empresarios y pescadores puedan explotar (los recursos hidrobiológicos)». |

## Ejecución e implementación del fallo

### Exploración por el Perú de las áreas adjudicadas
Al día siguiente de la comunicación del fallo, el 28 de enero de 2014, dos naves de la Marina de Guerra del Perú ingresaron a la zona conocida como «triángulo externo», la patrullera guardiamarina "San Martín" y el buque de investigación científica "Melo", para realizar tareas de exploración, y pocos días después, el 8 de febrero de 2014, otras dos naves peruanas, el buque "José Olaya Balandra" y una patrullera, realizaron una expedición en un sector de la zona denominada como «triángulo interno», con el objeto de determinar el potencial de pesca del área, —ambas áreas reconocidas por la Corte como parte de la zona económica exclusiva del Perú—, actos mediante los cuales la República del Perú comenzó a ejercer sus derechos de soberanía y jurisdicción en la zona, de acuerdo al Derecho Internacional como se encuentra reflejado en el artículo 56 de la Convención de las Naciones Unidas sobre el Derecho del Mar.

### Reunión de coordinación entre ministros del Perú y Chile
El 6 de febrero de 2014 se realizó en Santiago de Chile una reunión del Comité Permanente de Consulta y Coordinación Política entre el Perú y Chile —denominada «reunión 2+2»—, encabezada por los ministros de Relaciones Exteriores y de Defensa de ambos países, Eda Rivas y Pedro Cateriano —del Perú— y Alfredo Moreno y Rodrigo Hinzpeter —de Chile—, para tratar los aspectos vinculados a la ejecución del fallo de la Corte, la cual se extendió por casi 14 horas. Al término de la reunión se dio lectura a una declaración conjunta de nueve puntos.
En la referida declaración se expresó, entre otras cosas, que:

2. Los Ministros toman nota del mandato contenido en el párrafo 197 del Fallo, que encomendó a los países la tarea de determinar las coordenadas geográficas precisas de la línea de la frontera marítima, "en conformidad con el Fallo y con espíritu de buena vecindad". De acuerdo a ello, los Ministros encomiendan a los organismos competentes de ambos países llevar a cabo las tareas identificadas en el Anexo adjunto, de acuerdo al cronograma allí señalado.

3. Conforme a lo dispuesto por la Corte Internacional de Justicia en el párrafo 178 del Fallo, el Perú ejercerá sus derechos y obligaciones en toda su zona marítima, en forma consistente con el Derecho Internacional como se encuentra reflejado en la Convención de 1982, tanto respecto de Chile como frente a terceros Estados. Chile declara, a su vez, que continuará ejerciendo sus derechos y obligaciones en toda su zona marítima conforme a la Convención de 1982.

4. Cada país asume el compromiso de efectuar la identificación de su normativa interna que pudiere ser inconsistente con el Fallo; 2 teniendo en cuenta lo antes expresado, y procederá a adecuar dicha normativa de conformidad con dicho Fallo. Sin perjuicio de lo anterior, Chile y el Perú coinciden en que el Fallo prevalece sobre su normativa interna.

Se fijó una nueva reunión 2+2, para el 24 y 25 de marzo, con el fin de concluir con las tareas vinculadas a la ejecución del fallo, que se llevará a cabo en Lima, Perú.

### Retiro de boya DART de aguas adjudicadas al Perú
Como parte del proceso de implementación y cumplimiento del fallo, fijado en el cronograma elaborado tras la reunión 2+2, el 9 de marzo de 2014 el gobierno de Chile retiró y trasladó una boya de profundidad DART (Deep-ocean Assessment and Reporting of Tsunamis), destinada a la evaluación y reporte de tsunamis, que se encontraba en aguas que estuvieron bajo su dominio, pero que fueron adjudicadas al Perú por la Corte. Dicha labor fue realizada por el Buque de Investigación Científica "Cabo de Hornos AGS-61", de la Armada de Chile, en presencia de la embarcación de la Marina de Guerra del Perú "Guardiamarina San Martín PO-201", que se encontraba realizando actividades de patrullaje en el área.

### Determinación de las coordenadas de la frontera marítima

Representación cartográfica de la frontera marítima entre Chile y Perú con indicación de las coordenadas.

Las coordenadas exactas de la frontera marítima entre el Perú y Chile no fueron establecidas en el fallo de la Corte, por lo cual ambos países convinieron en fijarlas durante el mes de marzo de 2014, conforme al acuerdo de la reunión 2+2 celebrada el 6 de febrero del mismo año, en la cual se aprobó un cronograma de trabajo.
Como consecuencia de dicho acuerdo, el 17 y 18 de febrero de 2014, se reunió una comisión de autoridades, expertos y asesores chilenos y peruanos, en las oficinas del Servicio Hidrográfico y Oceanográfico de la Armada de Chile, en Valparaíso, en la cual se precisó la metodología y detalles técnicos a seguirse para los trabajos de campo, los cuales se iniciaron en Chile el 24 de febrero del mismo año con la finalidad de determinar en la costa de dicho país los puntos de base contribuyentes para la fijación de las coordenadas. Una vez concluidos los trabajos en la costa chilena, el 12 de marzo de 2014 tuvo lugar una nueva reunión, en la ciudad de Arica, en la cual se analizaron y aprobaron los resultados obtenidos. Posteriormente, entre los días 17 y 19 de marzo de 2014, el grupo de trabajo se trasladó a las ciudades peruanas de Ilo y Mollendo para determinar los puntos de base contribuyentes en la costa de este país para la fijación de las coordenadas.
Finalmente, entre el 24 y 25 de marzo de 2014, las delegaciones técnicas de ambos países se reunieron en la sede de la Dirección de Hidrografía y Navegación de la Marina de Guerra del Perú, en Callao, donde se determinaron las coordenadas precisas del punto de inicio de la frontera marítima (PIFM) y de los puntos A, B y C, del trazado de la frontera marítima establecido por la Corte en su fallo, sobre la base de las mediciones realizadas previamente en las costas de los dos países. Dichas coordenadas, y su representación cartográfica, se hicieron constar en un acta final, elaborada por dichas delegaciones, la cual fue suscrita por representantes de ambos países —Nicolás Roncagliolo, de la Dirección General de Soberanía, Límites y Asuntos Antárticos del Perú, y María Teresa Infante Caffi, de la Dirección Nacional de Fronteras y Límites del Estado de Chile— el 25 de marzo de 2014, en la sede del Ministerio de Relaciones Exteriores del Perú, en Lima. Con la suscripción de tal documento, quedó fijada de manera definitiva la frontera marítima entre ambos Estados.
A julio de 2014, las coordenadas de la frontera marítima aún no habían sido informadas a las Naciones Unidas. Tras la asunción de Gonzalo Gutiérrez Reinel como nuevo ministro de Relaciones Exteriores del Perú, este aseguró que la demora se debe a que «hay un proceso que tiene que ver con la adecuación de normas internas, tanto en Chile como en el Perú, para completar el cumplimiento del fallo de la Corte».
| Nombres                               | Coordenadas (GMS)                                      | Coordenadas (Decimal)                          |
| ------------------------------------- | ------------------------------------------------------ | ---------------------------------------------- |
| Punto Inicio Frontera Marítima (PIFM) | 18°21′00.42″S 70°22′49.80″O / -18.3501167, -70.3805000 | 18°21′00″S 70°22′50″O / -18.350117, -70.380500 |
| Punto A                               | 18°21′00.42″S 71°46′56.23″O / -18.3501167, -71.7822861 | 18°21′00″S 71°46′56″O / -18.350117, -71.782286 |
| Punto intermedio N.º I-1              | 18°37′46.94″S 72°02′01.13″O / -18.6297056, -72.0336472 | 18°37′47″S 72°02′01″O / -18.629706, -72.033647 |
| Punto intermedio N.º I-2              | 18°53′23.91″S 72°20′24.42″O / -18.8899750, -72.3401167 | 18°53′24″S 72°20′24″O / -18.889975, -72.340117 |
| Punto intermedio N.º I-3              | 19°17′23.40″S 72°47′33.04″O / -19.2898333, -72.7925111 | 19°17′23″S 72°47′33″O / -19.289833, -72.792511 |
| Punto intermedio N.º I-4              | 19°21′03.52″S 72°51′48.05″O / -19.3509778, -72.8633472 | 19°21′04″S 72°51′48″O / -19.350978, -72.863347 |
| Punto intermedio N.º I-5              | 19°24′08.15″S 72°55′39.04″O / -19.4022639, -72.9275111 | 19°24′08″S 72°55′39″O / -19.402264, -72.927511 |
| Punto intermedio N.º I-6              | 19°52′42.20″S 73°36′12.17″O / -19.8783889, -73.6033806 | 19°52′42″S 73°36′12″O / -19.878389, -73.603380 |
| Punto B                               | 19°58′24.38″S 73°45′11.78″O / -19.9734389, -73.7532722 | 19°58′24″S 73°45′12″O / -19.973439, -73.753272 |
| Punto C                               | 20°11′54.41″S 73°43′50.58″O / -20.1984472, -73.7307167 | 20°11′54″S 73°43′51″O / -20.198447, -73.730717 |

### Adecuación de normativa interna
El 25 de marzo de 2014 se informó que el Perú adecuó tres normas de su legislación interna a fin de dar cumplimiento al fallo de la Corte de La Haya, para asegurar la libertad de navegación como lo establece el Derecho Internacional como se encuentra reflejado en la Convención sobre el Derecho del Mar y además, reformar algunas disposiciones sobre aeronáutica civil en el Perú, sobre el libre tránsito aéreo. En efecto, se modificó el Decreto de Control y Vigilancia de Actividades Marítimas, Fluviales y Lacustres de 2001 y se dictó la Resolución Directoral 0073-2014, modificando el Sistema de Seguimiento, Control e Información de Tráfico Marítimo, y el Decreto Supremo 002-2014-MTC, ajustando el reglamento de Aeronáutica Civil.
En abril de 2014 se informó sobre la idea de que Perú garantice, a través de una ley especial, el derecho de libre tránsito de naves extranjeras en la nueva zona marítima bajo su control.
Por otro lado, Perú preparó cambios a su Ley de Líneas de Base del Dominio Marítimo, promulgada en 2005, para adecuarla a la sentencia de la Corte Internacional de Justicia, ingresándose así un proyecto de ley al Congreso en junio de 2014, siendo aprobado por este el 8 de julio de 2014 —estableciéndose dentro del sistema de líneas de base del litoral peruano un «Punto Nº 255-A», que corresponde al punto de inicio de la frontera marítima Perú-Chile, del fallo de la Corte, y elimina el «Punto 266»—, promulgado por el presidente Ollanta Humala el 10 de julio de 2014 y publicado al día siguiente en El Peruano, convirtiéndose en la Ley n.º 30.223. Chile presentó al Perú una nota con reservas en torno al contenido de la referida ley, en cuanto incide en las diferencias sobre el llamado «triángulo terrestre», esto es, respecto al inicio de la frontera terrestre.
El 19 de agosto de 2014, el presidente Ollanta Humala firmó un decreto supremo aprobatorio de un nuevo mapa del límite exterior, sector sur, del dominio marítimo del Perú, tras el fallo de la Corte Internacional de Justicia, con base en el trabajo realizado por la comisión binacional que determinó en marzo del mismo año las coordenadas precisas de los límites marítimos entre Perú y Chile, señalando además que la frontera terrestre binacional se inicia en el punto Concordia, esto último basado en el Tratado de Lima de 1929. Ante ello, el gobierno de Chile dio a conocer, el mismo día, una declaración pública expresando que en la carta del límite exterior del Perú «se abordan materias que exceden lo dispuesto en aquel fallo y lo acordado en el mencionado Grupo de Trabajo Técnico y Cartográfico binacional», haciendo «expresa reserva en lo que atañe a la representación del punto final de la frontera terrestre entre ambos países».
De otro lado, Chile también deberá efectuar cambios en su legislación interna como consecuencia del fallo de la Corte de La Haya, en particular la ley referida al llamado "mar presencial chileno". Cabe señalar que el concepto de "mar presencial" no tiene ningún reconocimiento en la comunidad internacional, como lo demuestra el hecho de que la Corte en su sentencia otorgó al Perú un área de 28,356 km² (denominada "triangulo externo" en la demanda peruana) que según la ley chilena pertenecería a su "mar presencial". El fallo de La Haya, al demoler la tesis del "mar presencial" obliga a Chile a modificar su legislación, siendo esta una exigencia de la Cancillería peruana.